# Kaple Andělů Strážných (Třebíč)
Nemocniční kaple Andělů Strážných v Třebíči je římskokatolická kaple zasvěcená svatým Andělům Strážným.

## Historie
Kaple byla vysvěcena třebíčským děkanem P. Jiřím Dobešem 23. dubna 2015. Nahradila původní kapli svatého Josefa zrušenou v 50. letech 20. století. Dne 28. července 2015 byl v kapli instalován eucharistický svatostánek.

## Umístění
Kaple je umístěna ve spodní části budovy pavilonu L Nemocnice Třebíč.